# Dalnegorsk
Dalnegorsk (Russisch: Дальнегорск; "ver in de bergen") is een stad in de Russische kraj Primorje. De stad werd gesticht in 1896. De oude naam van de stad was Tetjoeche (Russisch: Тетюхе, Chinees: 野猪河, yĕzhūhé; "een rivier van wilde zwijnen"). De plaats werd in 1973 hernoemd tot Dalnegorsk tijdens de grote opkuis van Chinese namen in de kraj Primorje. Het werd officieel een stad in 1989. Er wonen 40.069 mensen (2002).
Het grootste deel van de bevolking is werkzaam bij de NV Bor en de NV Dalpolimetal.
- Bor is de grootste gespecialiseerde chemische onderneming ter wereld. Dankzij de unieke aanwezigheid van commerciële mineralen in het district en de spitstechnologie is Bor succesvol op de wereldmarkt. Het staat op de lijst van de 40 meest toekomstgerichte ondernemingen van Rusland. 75% van de productie wordt uitgevoerd naar het Verenigd Koninkrijk, Italië, Frankrijk, Japan, Australië, Zuid-Korea, China en andere landen in Europa en Azië.
- Dalpolimetal werd gesticht in 1897 en produceert 58% van het Russische lood, waarvoor een grote smelterij is gevestigd in het dorpje Roednaja Pristan. Twee derde van de productie wordt uitgevoerd naar Japan, China en Zuid-Korea.

Ondanks de hoogontwikkelde industrialisatie van Dalnegorsk, bestaat meer dan 90% van het gebied onder de jurisdictie van de stad uit Koreaanse den en gemengd loofwoud, dat geliefd is bij natuurtoeristen. Toch lijden vele inwoners onder de zware loodvergiftiging door de vervuiling door een oude smelterij en het transport van geconcentreerd lood vanuit het lokale loodmijnbouwgebied. Het Blacksmith Institute heeft de plaats opgenomen in een lijst van de dertig meest vervuilde plaatsen ter wereld. Volgens Anatoli Lebedev, de leider van de lokale ecologische NGO BROK, zijn vraagtekens te plaatsen bij de conclusie met betrekking tot Roednaja Pristan.

## Politiek
Op 19 oktober 2006, drie dagen voor de lokale burgemeestersverkiezingen, werd Dmitri Fotjanov, de populaire kandidaat van de partij Verenigd Rusland, die tweede werd tijdens de eerste verkiezingsronde, doodgeschoten met een Kalasjnikov. De wapens werden door de lokale politie gevonden in een MPV die vlak na de moord opgeblazen werd, in de buurt van de kantoren van het lokale nieuwsblad. De tweede verkiezingsronde werd daarop afgeblazen, omdat beide overgebleven kandidaten hun kandidatuur introkken. De partij Verenigd Rusland noemde het een "politieke moord".
| 1959   | 1970   | 1979   | 1989   | 2002   |
| ------ | ------ | ------ | ------ | ------ |
| 17.900 | 33.500 | 43.400 | 49.792 | 40.069 |

## Vermeend ufo-incident
De berg Izvestkovaja, ook bekend als Hoogte 611, is gelegen in Dalnegorsk. Het is de plaats van het Dalnegorsk-incident van 1986. Honderden mensen zouden er getuige van geweest zijn hoe op 29 januari 1986 omstreeks 8 uur 's morgens een ongeïdentificeerd object neerstortte in de bergen bij de stad Dalnegorsk. Een rode bal werd opgemerkt door de inwoners van de stad. Volgens ooggetuigen had de bal vanuit hun plaats gezien ongeveer de grootte van een halve maanschijf. De bal vloog parallel aan de grond, er waren geen geluiden te horen.
Bestuurlijk centrum: Vladivostok

Arsenjev · Artjom · Bolsjoj Kamen · Dalnegorsk · Dalneretsjensk · Fokino · Lesozavodsk · Nachodka · Partizansk · Spassk-Dalni · Oessoeriejsk